# Lilienthal (Baixa Saxônia)
Lilienthal é um município da Alemanha localizado no distrito de Osterholz, estado de Baixa Saxônia.